# مکس راسموسن
مکس راسموسن (دانمارکی: Max Rasmussen؛ زادهٔ ۱۱ دسامبر ۱۹۴۵) بازیکن فوتبال اهل دانمارک بود.
از باشگاه‌هایی که در آن بازی کرده‌است می‌توان به باشگاه فوتبال وایله بلدکلوب اشاره کرد.
وی همچنین در تیم ملی فوتبال دانمارک بازی کرده‌است.